# Persone di nome Giuseppe/Architetti
| Questa pagina contiene informazioni ricavate automaticamente dalle voci biografiche con l'ausilio del template Bio e di un bot. L'aggiornamento è periodico e automatico e ricostruisce completamente la pagina. Se manca una persona in questa lista, sei pregato di non aggiungerla, ma accertati piuttosto che la sua voce biografica contenga il template Bio e che i dati anagrafici siano correttamente compilati. Se il template Bio manca, inseriscilo tu stesso o, in alternativa, metti l'avviso {{tmp\|Bio}} che ne segnala la mancanza. Se i dati riportati sono sbagliati, correggi direttamente la voce biografica; le modifiche saranno visibili in questa lista entro pochi giorni. Per chiarimenti vedi il progetto antroponimi. La lista contiene solo le 100 persone che sono citate nell'enciclopedia e per le quali è stato implementato correttamente il template Bio. Pagina aggiornata al 22 lug 2025. |

Questa è una lista di persone presenti nell'enciclopedia che hanno il nome Giuseppe e sono architetti.

## A(1)
- Giuseppe Astarita, architetto e ingegnere italiano (Napoli, n. 1707 - Napoli, † 1775)

## B(18)
- Giuseppe Bagatti Valsecchi, architetto e avvocato italiano (Milano, n. 1845 - Milano, † 1934)
- Giuseppe Baldacci, architetto italiano (Firenze, n. 1856)
- Giuseppe Balzaretto, architetto italiano (Milano, n. 1801 - Milano, † 1874)
- Giuseppe Barbieri, architetto e ingegnere italiano (Verona, n. 1777 - Verona, † 1838)
- Giuseppe Berlendis, architetto e incisore italiano (Olmo al Brembo, n. 1795 - Bergamo, † 1869)
- Giuseppe Bernascone, architetto italiano (Varese - Varese)
- Ignazio Bertola, architetto e ingegnere italiano (Tortona, n. 1676 - Torino, † 1755)
- Giuseppe Antonio Bianchi, architetto italiano
- Giuseppe Boattini, architetto e pittore italiano (Nettuno, n. 1893 - Milano, † 1967)
- Giuseppe Boni, architetto italiano (Carrara, n. 1884 - † 1936)
- Giuseppe Bordonzotti, architetto svizzero (Croglio, n. 1877 - Lugano, † 1932)
- Giuseppe Boretti, architetto e imprenditore italiano (Inzago, n. 1746 - Varsavia, † 1849)
- Giuseppe Bovara, architetto italiano (Lecco, n. 1781 - Lecco, † 1873)
- Giuseppe Brega, architetto italiano (Urbino, n. 1877 - Pesaro, † 1960)
- Giuseppe Brentano, architetto italiano (Milano, n. 1862 - Milano, † 1889)
- Giuseppe Brizio, architetto e gesuita italiano (Massa - Roma, † 1604)
- Giuseppe Bruni, architetto e ingegnere italiano (Trieste, n. 1827 - Trieste, † 1877)
- Giuseppe Gerolamo Buniva, architetto italiano (Piscina - † 1790)

## C(13)
- Giuseppe Cacialli, architetto italiano (Firenze, n. 1770 - Firenze, † 1828)
- Giuseppe Camporese, architetto italiano (Roma, n. 1761 - Roma, † 1822)
- Giuseppe Cappellini, architetto italiano (Livorno, n. 1812 - Firenze, † 1876)
- Giuseppe Capponi, architetto e scenografo italiano (Cagliari, n. 1893 - Napoli, † 1936)
- Giuseppe Caselli, architetto italiano
- Giuseppe Castellazzi, architetto, ingegnere e restauratore italiano (Verona, n. 1834 - Firenze, † 1887)
- Giuseppe Castelli, architetto italiano (Livorno Ferraris)
- Giuseppe Castellucci, architetto italiano (Arezzo, n. 1863 - Firenze, † 1939)
- Giuseppe Cino, architetto e scultore italiano (Lecce, n. 1645 - Lecce, † 1722)
- Giuseppe Cominotti, architetto, pittore e funzionario italiano (Cuneo, n. 1792 - Torino, † 1833)
- Antonio Corazzi, architetto italiano (Livorno, n. 1792 - Firenze, † 1877)
- Giuseppe Crosa di Vergagni, architetto italiano (Belluno, n. 1886 - Genova, † 1968)
- Giuseppe Cusatelli, architetto italiano (Roma, n. 1941)

## D(6)
- Giuseppe D'Arpino, architetto italiano (Susa, n. 1963)
- Giuseppe Dattaro, architetto italiano (Cremona - Cremona, † 1619)
- Giuseppe Davanzo, architetto e designer italiano (Ponte di Piave, n. 1921 - Treviso, † 2007)
- Giuseppe Di Bartolo, architetto italiano (Terranova di Sicilia, n. 1815 - Palermo, † 1865)
- Giuseppe del Rosso, architetto italiano (Roma, n. 1760 - Firenze, † 1831)
- Giuseppe de Finetti, architetto e urbanista italiano (Milano, n. 1892 - Milano, † 1952)

## E(1)
- Giuseppe Ermentini, architetto italiano (Crema, n. 1919 - Crema, † 2003)

## F(4)
- Giuseppe Fallacara, architetto italiano (Bitonto, n. 1973)
- Giuseppe Ferrara, architetto italiano (Calabria, n. 1660 - † 1743)
- Giuseppe Fontana, architetto italiano (Mendrisio, n. 1676 - Varsavia)
- Giuseppe Furlanis, architetto e designer italiano (Cernobbio, n. 1953)

## G(2)
- Giuseppe Gallo, architetto e ingegnere italiano (Caramagna Piemonte, n. 1860 - Torino, † 1927)
- Giuseppe Giorgio Gori, architetto italiano (Parigi, n. 1906 - Firenze, † 1969)

## L(5)
- Giuseppe Antonio Landi, architetto, pittore e disegnatore italiano (Bologna, n. 1713 - Belém, † 1791)
- Giuseppe Leoni, architetto svizzero (Breganzona, n. 1803 - Torino, † 1863)
- Giuseppe Locarni, architetto e politico italiano (Prarolo, n. 1826 - Vercelli, † 1902)
- Giuseppe Lucchese Prezzolini, architetto e ingegnere italiano (Napoli, n. 1678 - Napoli, † 1724)
- Giuseppe Lucchini, architetto svizzero (Montagnola, n. 1756 - San Pietroburgo, † 1829)

## M(9)
- Giuseppe Manetti, architetto e botanico italiano (Firenze, n. 1761 - Firenze, † 1817)
- Giuseppe Marchesi, architetto italiano (Monza, n. 1778 - Pavia, † 1867)
- Giuseppe Mariani, architetto italiano (Pistoia, n. 1681 - Lentini, † 1731)
- Giuseppe Martelli, architetto italiano (Firenze, n. 1792 - Firenze, † 1876)
- Giuseppe Martinenghi, architetto italiano (Londra, n. 1894 - Milano, † 1970)
- Giuseppe Venanzio Marvuglia, architetto italiano (Palermo, n. 1729 - Palermo, † 1814)
- Giuseppe Mengoni, architetto e ingegnere italiano (Fontanelice, n. 1829 - Milano, † 1877)
- Giuseppe Merenda, architetto italiano (Forlì, n. 1687 - Forlì, † 1767)
- Giuseppe Morando, architetto italiano (Asti, n. 1822 - Firenze, † 1883)

## N(1)
- Giuseppe Nadi, architetto italiano (Casalecchio di Reno, n. 1779 - Bologna, † 1814)

## P(15)
- Giuseppe Pagano, architetto e fotografo italiano (Parenzo, n. 1896 - Mauthausen, † 1945)
- Giuseppe Palazzotto, architetto italiano (Catania, n. 1702 - Catania, † 1764)
- Giuseppe Pannini, architetto, scenografo e archeologo italiano (Roma, n. 1720 - Roma, † 1812)
- Giuseppe Pardini, architetto italiano (Lucca, n. 1799 - Lucca, † 1884)
- Giuseppe Partini, architetto italiano (Siena, n. 1842 - Siena, † 1895)
- Giuseppe Patricolo, architetto italiano (Palermo, n. 1834 - † 1905)
- Giuseppe Pensabene, architetto italiano (Palermo, n. 1898 - Roma, † 1968)
- Giuseppe Perugini, architetto argentino (Buenos Aires, n. 1914 - Roma, † 1995)
- Giuseppe Pestagalli, architetto italiano (Milano, n. 1813)
- Giuseppe Battista Piacenza, architetto italiano (Torino, n. 1735 - Pollone, † 1818)
- Giuseppe Piermarini, architetto italiano (Foligno, n. 1734 - Foligno, † 1808)
- Giuseppe Pistocchi, architetto italiano (Faenza, n. 1744 - Faenza, † 1814)
- Giuseppe Pizzigoni, architetto italiano (Bergamo, n. 1901 - Bergamo, † 1967)
- Giuseppe Poggi, architetto e ingegnere italiano (Firenze, n. 1811 - Firenze, † 1901)
- Giuseppe Puini, architetto italiano (Reggello, n. 1806 - Firenze, † 1869)

## R(4)
- Giuseppe Rebecchini, architetto italiano (Roma, n. 1941 - † 2018)
- Giuseppe Rivani, architetto e restauratore italiano (Bologna, n. 1894 - Bologna, † 1967)
- Giuseppe Rizzardi Polini, architetto italiano (Parma, n. 1808 - Parma, † 1881)
- Giuseppe Roda, architetto italiano (Racconigi, n. 1866 - Torino, † 1951)

## S(8)
- Giuseppe Sacconi, architetto italiano (Montalto delle Marche, n. 1854 - Pistoia, † 1905)
- Giuseppe Samonà, architetto, urbanista e politico italiano (Palermo, n. 1898 - Roma, † 1983)
- Giuseppe Sardi, architetto italiano (Sant'Angelo in Vado, n. 1688 - Roma, † 1770)
- Giuseppe Sardi, architetto italiano (Venezia, n. 1624 - Venezia, † 1699)
- Giuseppe Segusini, architetto e urbanista italiano (Feltre, n. 1801 - Belluno, † 1876)
- Giuseppe Maria Soli, architetto e pittore italiano (Vignola, n. 1747 - Modena, † 1822)
- Giuseppe Sommaruga, architetto italiano (Milano, n. 1867 - Milano, † 1917)
- Giuseppe Spatrisano, architetto italiano (Palermo, n. 1899 - † 1985)

## T(6)
- Giuseppe Maria Talucchi, architetto italiano (Torino, n. 1782 - Torino, † 1863)
- Giuseppe Terragni, architetto italiano (Meda, n. 1904 - Como, † 1943)
- Giuseppe Torres, architetto italiano (Venezia, n. 1872 - Padova, † 1935)
- Giuseppe Antonio Torri, architetto italiano (Bologna, n. 1658 - Bologna, † 1713)
- Giuseppe Trecca, architetto italiano (Verona, n. 1871 - Negrar, † 1955)
- Giuseppe Tubertini, architetto italiano (Budrio, n. 1759 - Bologna, † 1831)

## U(1)
- Giuseppe Vittorio Ugo, architetto, ingegnere e scenografo italiano (Palermo, n. 1897 - † 1987)

## V(4)
- Giuseppe Vaccaro, architetto italiano (Bologna, n. 1896 - Roma, † 1970)
- Giuseppe Valadier, architetto e orafo italiano (Roma, n. 1762 - Roma, † 1839)
- Giuseppe Valentini, architetto italiano (Prato, n. 1752 - Prato, † 1833)
- Giuseppe Vandoni, architetto italiano (Milano, n. 1828 - Milano, † 1877)

## Z(2)
- Giuseppe Zanoia, architetto e poeta italiano (Genova, n. 1752 - Omegna, † 1817)
- Giuseppe Zimbalo, architetto e scultore italiano (Lecce, n. 1620 - † 1710)